# Манноза
Манноза — моносахарид с общей формулой C6H12O6 (изомер глюкозы); компонент многих полисахаридов и смешанных биополимеров растительного, животного и бактериального происхождения.

## Строение
Манноза является эпимером глюкозы в положении C2 (то есть её пространственная конфигурация такая же, как у глюкозы, за исключением заместителей в положении углерода-2, которые расположены иначе).
Как и все гексозы, манноза находится в нескольких таутомерных формах — линейной и циклической (пиранозной и фуранозной). В растворе из изомеров преобладает α-D-маннопираноза (67 %).
| Изомеры D-маннозы | Изомеры D-маннозы | Изомеры D-маннозы |
| Линейная форма    | Проекция Хеуорса  | Проекция Хеуорса  |
| ----------------- | ----------------- | ----------------- |
|                   | α-D-маннофураноза | β-D-маннофураноза |
| α-D-маннопираноза | β-D-маннопираноза |                   |

α-D-маннофураноза — (2R,3S,4S,5R)-5-[(R)-1,2-дигидроксиэтил)]-оксолан-2,3,4-триол

α-L-маннофураноза — (2S,3R,4R,5S)-5-[(S)-1,2-дигидроксиэтил)]-оксолан-2,3,4-триол

β-D-маннофураноза — (2S,3S,4S,5R)-5-[(R)-1,2-дигидроксиэтил)]-оксолан-2,3,4-триол

β-L-маннофураноза — (2R,3R,4R,5S)-5-[(S)-1,2-дигидроксиэтил)]-оксолан-2,3,4-триол
α-D-маннопираноза — (2R,3S,4S,5R,6R)-6-(гидроксиметил)-оксан-2,3,4,5-тетраол

α-L-маннопираноза — (2S,3R,4R,5S,6S)-6-(гидроксиметил)-оксан-2,3,4,5-тетраол

β-D-маннопираноза — (2S,3S,4S,5R,6R)-6-(гидроксиметил)-оксан-2,3,4,5-тетраол

β-L-маннопираноза — (2R,3R,4R,5S,6S)-6-(гидроксиметил)-оксан-2,3,4,5-тетраол

## Свойства
Манноза хорошо растворима в воде, имеет сладкий вкус; tпл 132 °C (в природе встречается только D-форма). Манноза относится к восстанавливающим сахарам, так как имеет альдегидную группу, поэтому для неё характерны химические свойства альдогексоз — реакция Толленса, гидрирование с образованием шестиатомного спирта — маннитола. Она дает положительную реакцию с раствором фелинговой жидкости.

## Метаболизм
Манноза практически не метаболируется в организме человека. Вследствие этого, манноза не влияет на углеводный обмен и не изменяет его, когда принимается внутрь, и, хотя следы её могут определяться в тканях с помощью радиоактивных маркеров, у человека около 90 % маннозы выводится в неизменном виде с мочой в течение 30-60 минут, а в течение 8 часов выводится 99 % маннозы. За это время уровень глюкозы практически не изменяется.

## Применение
В последние годы были опубликованы исследования, в ходе которых было обнаружено, что способность D-маннозы предотвращать адгезию патогенных бактерий (таких как Escherichia coli, Klebsiella, Proteus, Enterococcus, Streptococcus) к уротелию делает эту молекулу очень эффективной против бактериального цистита и предотвращает рецидивы. Она может быть альтернативой или дополнением к антибиотикотерапии.
В настоящее время, опубликованные клинические исследования показали, что D-манноза как «биоидентичная» молекула является безопасной, хорошо переносимой, без побочных эффектов и риска передозировки, безопасной для людей с повышенным риском развития диабета и гипертонии.
В композиции с натуральным противоспалительным и щелочным веществом, D-манноза ещё более эффективно борется с бактериями в мочевом пузыре, а также с типичной симптоматикой цистита: воспалением, жжением при мочеиспускании, ургентностью, поллакиурией и т. д.
Некоторые исследования показывают, что манноза, возможно, не только защищает организм от развития ожирения, но и обладает противораковыми свойствами, замедляя рост опухоли и усиливая эффективность действия химиотерапии.

## Содержание в различных препаратах
В России в качестве лекарственного препарата не зарегистрирована. 
Встречается в БАДах: Цистэль (550 мг/капс, в суточной дозе — 902 мг D-маннозы, 143 мг экстракта толокнянки, в том числе арбутин 7 мг), Цистэль Пренатал(913 мг D-маннозы, 187 мг магния оксид) для беременных и кормящих женщин, Цистифлюкс (саше 8 г, в том числе 500 мг D-маннозы, порошковый концентрат клюквенного сока, фруктоза, ароматизатор ягодная смесь, диоксид кремния), Д-манноза (капсулы массой 668 мг, содержание D-маннозы неизвестно, другие компоненты: листья толокнянки лекарственной, Е470, Е551, желатин). В других странах доступны такие БАД, как Now Foods D-манноза (500 мг/капс), Vibrant Health D-манноза (5000 мг). Deakos: Ausilium NAC (Суточная доза, 2 флакона, содержит: n-ацетилцистеин — 400 мг, лактоферрин- 200 мг, экстракт Моринды цитрусолисной — 600 мг, d-манноза — 1000 мг); Ausilium 20 plus (водорастворимый порошок, 1 доза содержит: d-манноза — 1000 мг, экстракт Моринды цитрусолисной — 400 мг, бикарбонат калия −195 мг); Ausilium Forte (водорастворимый порошок, 1 доза содержит: d-манноза — 1000 мг, экстракт Моринды цитрусолисной — 400 мг, глицерофосфат кальция, оксид магния — миорелаксант); D-Mannoro (порошок для сублингвального приёма, 1 доза содержит d-маннозу — 1000 мг).
Верхний уровень потребления D-маннозы не установлен, в клинической практике используются дозы до 3000 мг/сут.

## Нахождение в природе
В свободном виде обнаружена в плодах многих цитрусовых, анакардиевых и коринокарповых.
Манноза имеется в некоторых грибах, например в лисичке обыкновенной (Cantharellus cibarius) и в грибах чайного дерева (золотой гриб) teatree mushroom.

## Биохимия маннозы
Превращения маннозы в организме происходят с помощью активированной формы маннозы — гуанозиндифосфатманнозы (ГДФМ), которая служит донором остатка маннозы при биосинтезе маннанов и других биополимеров.